# Part sociale
Une part sociale est un titre de propriété sur le capital d'une entreprise comportant plusieurs sociétaires.

## Définition
Selon la législation française, une part sociale est un droit de propriété sur le capital d’une société, détenu par un associé, et donnant droit à une participation pécuniaire aux bénéfices.

## Propriété
La part sociale est un titre de propriété d'une société de personnes, comme une coopérative ou une mutuelle, par opposition à l'action, titre de propriété d'une société de capitaux détenue par un actionnaire.
Le détenteur d'une part sociale est nommé sociétaire. La valeur nominale d'une part sociale est fixe, sa détention est incessible sur un marché organisé (bourse),.

## Droits

### Droit de vote
La détention d'une part sociale permet à son titulaire de voter à l'assemblée générale sous la forme "une personne, une voix", par opposition à l'action qui permet le vote sous la forme "une action, une voix".

### Intérêt
Une participation pécuniaire aux bénéfices, nommé intérêt, peut-être proposé en résolution d'assemblée générale sur proposition du conseil d'administration, par opposition à l'action qui le versement d'un dividende.
En France, le rendement annuel maximal distribuable est plafonné par la loi. Depuis 2017, il ne peut être supérieur à la moyenne du taux moyen de rendement des obligations des sociétés privées (TMO) sur 3 ans.